# C. J. 체리
C. J. 체리(영어: C. J. Cherryh, 1942년 9월 1일 ~ )는 미국의 SF SF 사변 소설가이다. 본명은 캐럴린 재니스 체리(Carolyn Janice Cherry)로 'C. J. 체리'는 남자 작가처럼 보이기 위해 쓴 필명이다. 휴고상 수상 작품 《하강역 Downbelow Station》(1981)과 《사이틴 Cyteen》(1988)로 유명하며, 이 두 작품을 포함한 '동맹-연합 유니버스' 작품군이 그녀의 대표 소설 시리즈이다. 그리고 그 밖의 수많은 작품들을 남겼다. 그녀의 이름을 딴 소행성 77185 체리가 있다.